# Hessische Stipendiatenanstalt

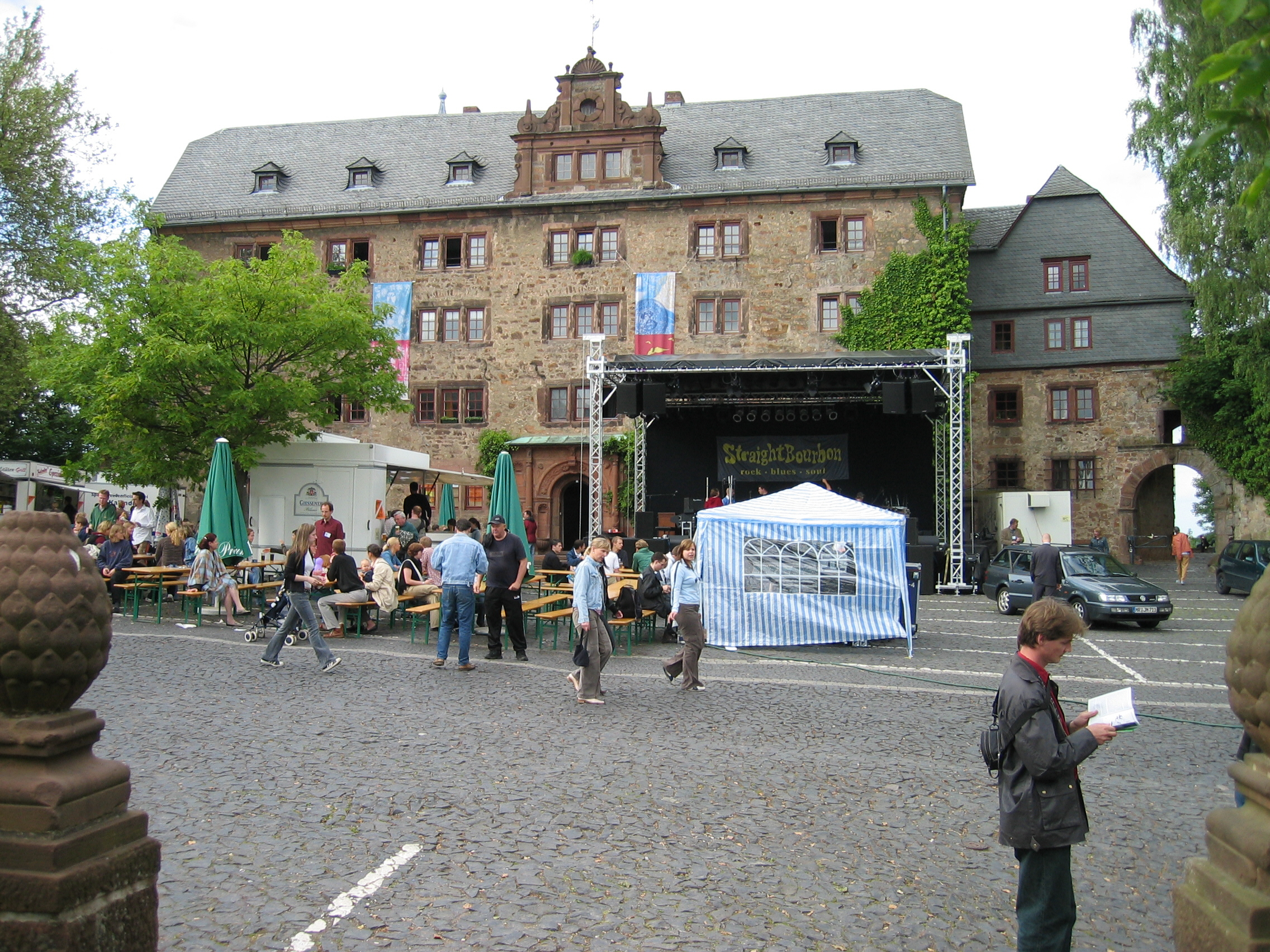
Das Sommerfest der Hessischen Stipendiatenanstalt zum 475. Jahrestag am 6. Juni 2004

Die Hessische Stipendiatenanstalt (Eigenschreibweise Hessische Stipendiat*innenanstalt) ist eine Einrichtung der Philipps-Universität Marburg. Sie wurde 1529 von Landgraf Philipp von Hessen gegründet, um begabte mittellose Studenten zu fördern. Heute definiert sich die Hessische Stipendiatenanstalt über ihr selbstverwaltetes Studentenwohnheim, das Collegium Philippinum. Das Studentenwohnheim wird von staatlicher, kommunaler, kirchlicher und privater Seite unterstützt und ist Teil des Marburger Schlosses.

## Geschichte

### Von der Gründung der Anstalt bis zum 19. Jahrhundert

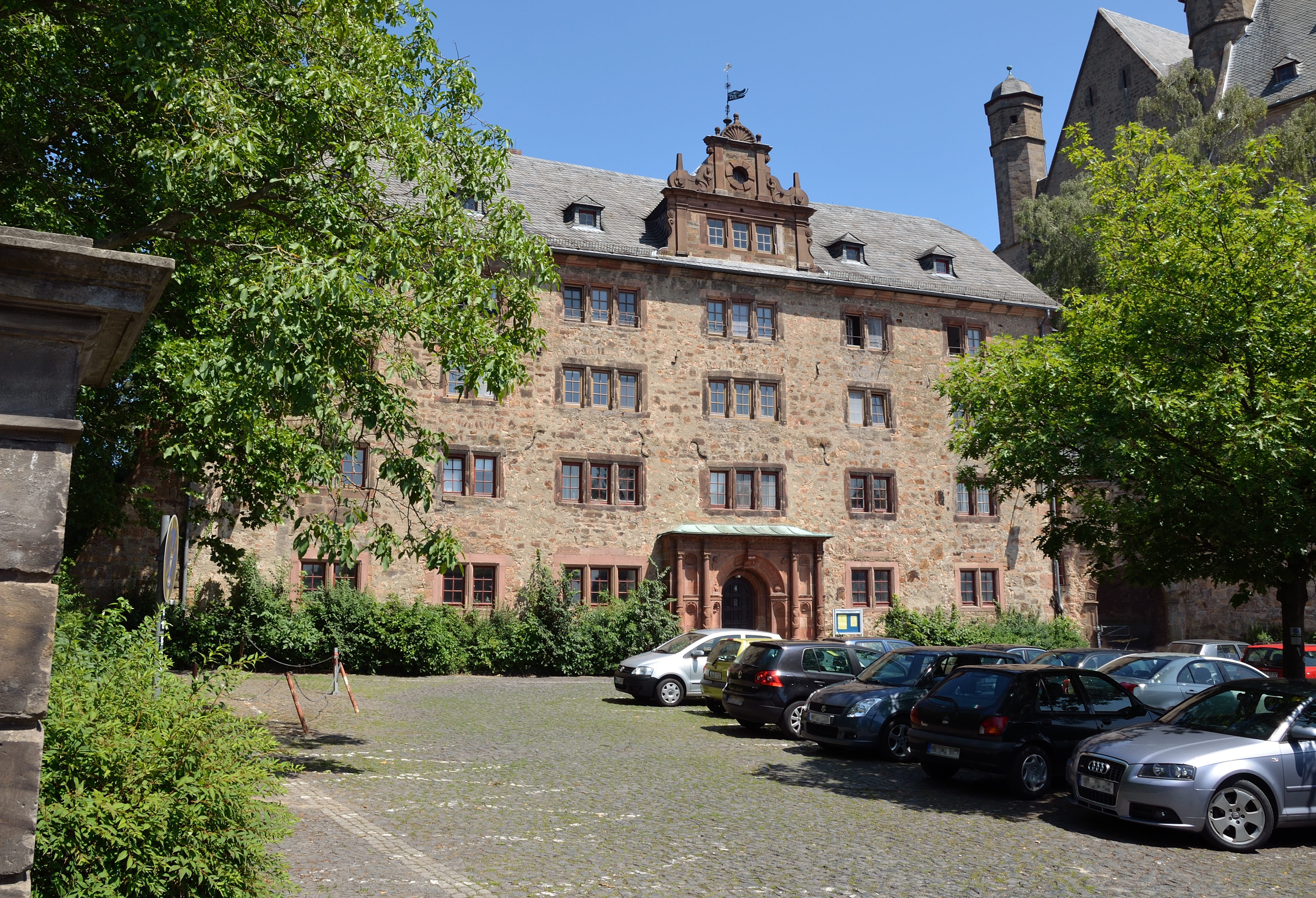
Das Marstallgebäude von Südwesten

Die Geschichte der Hessischen Stipendiatenanstalt ist eng mit der Geschichte der Marburger Philipps-Universität verbunden. Landgraf Philipp von Hessen entschied im Sommer 1524 nach einer Begegnung mit Philipp Melanchthon, sich der Reformation hinzuwenden und die kirchenpolitischen Vorstellungen der neuen Lehren in seinen Territorien umzusetzen. Hierzu stellte er ein Bildungskonzept auf, wozu auch die Gründung einer Universität, die Umstrukturierung des Schulwesens, aber auch die Errichtung einer Anstalt pro studiosis pauperibus, wie es im 32. Kapitel der Homberger Kirchenordnung von 1526 heißt, gehörte. Hier wurde angeordnet ein Haus für die armen Studierenden einzurichten, in dem sie drei Jahre leben könnten und dieses entsprechend zu dotieren. Aus der Idee, ein Haus für mittellose Studierende einzurichten, wurde schließlich der Plan entwickelt, eine Anstalt zur Förderung von begabten Landeskindern zu gründen, in der sie nach den neuen Kirchenlehren ausgebildet werden sollten.
Mit dem Ausschreiben Philipps an die Städte und Flecken vom 11. März 1529 wendete sich der Landgraf erstmals an die späteren Präsentationsstädte, die die Einrichtung fortan finanziell absichern sollten. Aus durch die Säkularisation freigewordenen Pfründen sollten „hinfuro zu jeden zeiten ein oder mehr stipendiaten, ihrer burger kind, an gemeltem studio zu Marpurg, […] sieben jar lang zu halten [damit sie anschließend] allenthalben in den stetten, flecken und dorfen unserer furstentumb und graveschaften zu pfernern, predicanten und schulmeistern vor andern promoviert und genommen werden sollen.“ Die Stipendiaten sollten also nach ihrem Studium die Prediger und Beamten für Kirche und Staat stellen. Für den jährlichen Betrag von 15 Gulden, den jede Stadt anfangs zahlen musste, durften die Präsentationsstädte geeignete Stipendiaten präsentieren. In der vierten Stipendiatenordnung des Landgrafen von 1546 wurde den Stipendiaten schließlich ein gemeinsames Wohnheim im Marburger Kugelhaus zugewiesen. Dieses Vorhaben scheiterte allerdings und die Stipendiaten fanden sich im Kugelhaus lediglich zum gemeinsamen Mittagessen ein, für das täglich ein Propst zu sorgen hatte. Wohnung bezogen sie bis 1811 im Collegium Pomerii, dem ehemaligen Franziskanerkloster zu Marburg. Es ist anzunehmen, dass die Zusammenfassung der Stipendiaten in einem Haus der besseren disziplinarischen Aufsicht dienen sollte.
Mit der Stipendiatenordnung von 1560 wurde schließlich die wirtschaftliche Absicherung der Institution neu geregelt und das Stipendiatenmajorat eingerichtet. Neben den gewöhnlichen Stipendiaten, den stipendiarii minores, deren Anzahl auf 50 festgesetzt wurde, standen von nun an 10 Theologen als stipendiarii maiores vor. Diese in der Regel älteren maiores, die nach dem Studium eine wissenschaftliche Karriere anstreben sollten, sollten für die minores als Vorbilder fungieren und sie in ihrem Studium unterstützen, sowie sie in ihrer Lebensführung beaufsichtigen. Ebenso überwachte ein Praefectus, später ein Ephorus, der ein Mitglied der theologischen Fakultät sein musste, die Stipendiaten. Dieses Amt des Ephorus existiert noch heute.
Mit der Teilung des ehemaligen Landgrafschaft Hessen-Marburg nach dem Tod des kinderlosen Landgrafen Ludwig IV. im Jahre 1604, in dessen Folge die Marburger Universität ab 1605 für einige Zeit calvinistisch wurde, gründete Landgraf Ludwig V. von Hessen-Darmstadt 1607 die lutherische Landesuniversität von Gießen als Gegenuniversität. Damit verlor die Stipendiatenanstalt 33 südhessische Präsentationsstädte, und in Gießen wurde eine eigene Gießener Stipendiatenanstalt gegründet, die bis 1780 bestand. Nach den Wirren des Dreißigjährigen Krieges und dem Wegzug aller Marburger Professoren nach Gießen hörte die Marburger Universität, wie auch die Hessische Stipendiatenanstalt, praktisch auf zu bestehen. 1653 veranlasste Landgraf Wilhelm VI. von Hessen-Kassel die Wiedereröffnung der Universität Marburg und der Hessischen Stipendiatenanstalt. Da die Präsentationsstädte infolge des Krieges verarmt waren und der Institution nicht mehr regelmäßig Geld zuweisen konnten, finanzierte der Landgraf die Stipendiatenanstalt über Abgaben aus der Tranksteuer.

### Vom 19. Jahrhundert bis zur Errichtung des neuen Wohnheims Collegium Philippinum 1946
Als 1807 Kurhessen ein Bestandteil des Königreichs Westphalen wurde, setzte der Niedergang der Wohngemeinschaft ein. Das Gebäude der Stipendiaten verfiel und die Finanzierung ging auf den Staatshaushalt über. 1812 wurde das Wohnheim abgebrochen und die Stipendiaten verloren für fast 150 Jahre ihr zentrales Wohnhaus und damit auch ihre Wohngemeinschaft. Bis zur Gründung des neuen Wohnheims, des Collegium Philippinum, verteilten sich die Stipendiaten über ganz Marburg. Nach der Deutschen Revolution fiel 1849 auch der Freitisch weg und den Stipendiaten wurden nach regelmäßig abgenommenen Fleißprüfungen lediglich die Stipendien ausgezahlt.
Erst 1927 wurde versucht, durch eine Spende der hessischen Kirchen die Hessische Stipendiatenanstalt im Forsthof am Schlossberg wieder zu beleben. Allerdings wurde das Gebäude bald darauf durch die Nationalsozialisten zweckentfremdet. Nach dem Zweiten Weltkrieg und der Besetzung Marburgs durch die Alliierten geriet das Marburger Schloss in Besitz der Universität. Der Theologieprofessor Heinrich Frick, seit 1937 Ephorus der Stipendiatenanstalt, setzte sich dafür ein, den Stipendiaten wieder zu ermöglichen, zentral in einem eigenen Haus zu wohnen. Zum neuen Wohnheim der Hessischen Stipendiatenanstalt wurde schließlich ab dem Sommersemester 1946 der Marstall in der Vorburg des Marburger Schlosses. Das Wohnheim der Stipendiaten, das sich seitdem Collegium Philippinum nennt, wurde 1955 um das Zeughaus sowie 1974 um die Kommandantur und die  Schmiede des Landgrafenschlosses erweitert. Heinrich Frick und seinem Einsatz für die alte Einrichtung zu Ehren wird der Gesellschaftsraum im Marstall „Frickzimmer“ genannt.
Die ersten Jahre des neuen Wohnheims Collegium Philippinum waren geprägt von Finanzproblemen. Von Beginn an war die Einrichtung auf Spenden angewiesen. Ob Wäsche, Weizenschrot, Möbel, Nudeln oder Kleider – es fehlte an allen Ecken und Enden. Hilfe erhielten die Stipendiaten von den evangelischen Kirchen in Hessen, vom Land Hessen, von den Präsentationsstädten und auch von vielen ausländischen Helfern. Hierzu zählt auch Birger Forell, der ein großer Förderer der Hessischen Stipendiatenanstalt war und in seinem Heimatland Schweden um Spenden warb.

### Die Durchsetzung der studentischen Selbstverwaltung seit 1971
In den folgenden Jahren sollte sich das Leben in der Stipendiatenanstalt entscheidend ändern. 1971 machten sich Einflüsse der Studentenbewegung und der gesellschaftlichen Umbrüche von 1968 bemerkbar. Im gleichen Jahr wurde die Mitbestimmung der Heimbewohner in den Angelegenheiten des Wohnheims konstitutionell verankert. Die Hausversammlung erarbeitete im Februar 1971 ein Papier zur Beschlussfähigkeit. Die Hausversammlung definierte sich fortan als Gremium, „in der alle die Hausgemeinschaft betreffenden Belange entschieden werden.“ Nach anfänglichem Zögern gab die Universität nach und erlaubte die studentische Mitbestimmung.
Seit diesem Zeitpunkt war die demokratisch handelnde Hausversammlung durch zwei stimmberechtigte Vertreter in der Verwaltungskommission vertreten. 2013 wurde die Zahl der Vertreter auf drei erhöht. Repräsentant der Selbstverwaltung des Hauses ist der Tutor. Mit Durchsetzung der studentischen Selbstverwaltung und Mitbestimmung setzte sich die Bewohnerschaft auch zunehmend für geschlechtliche Gleichberechtigung ein und im Sommersemester 1973 wurden schließlich auch Studentinnen als Bewohner zugelassen. Im Laufe der nächsten Jahre ging der christlich-evangelische Charakter des Hauses mehr und mehr zurück. Die vormals zwingenden Tischgebete wurden abgeschafft und Theologen bilden schon seit längerem bloß eine Minderheit innerhalb der Hausgemeinschaft. Heute leben im Collegium Philippinum 39 Studenten unterschiedlicher Nationalitäten, Fachrichtungen, Weltanschauungen und Konfessionen. Im Studium werden die Collegiaten und Stipendiaten von einem Repetenten, der evangelischer Pfarrer ist, begleitet. Da die Präsentationsstädte heute nur noch äußerst selten ihr Präsentationsrecht in Anspruch nehmen, werden mittlerweile fast alle Hausbewohner nach einer Bewerbung durch die Hausversammlung gewählt. Es bestehen Austauschprogramme mit Studierenden aus den Vereinigten Staaten und aus Ungarn. Im Jahr 2002 wurde das alte Regulativ vom 11. Februar 1849 durch ein neues ersetzt.

## Präsentationsstädte
Die 27 Präsentationsstädte sind seit dem 11. März 1529 nicht nur zur Unterstützung der Hessischen Stipendiatenanstalt verpflichtet. Sie haben auch das Recht, einen Bewerber – meist jemand aus der Stadt bzw. der Gemeinde – zur Aufnahme in das Collegium Philippinum zu bestimmen.

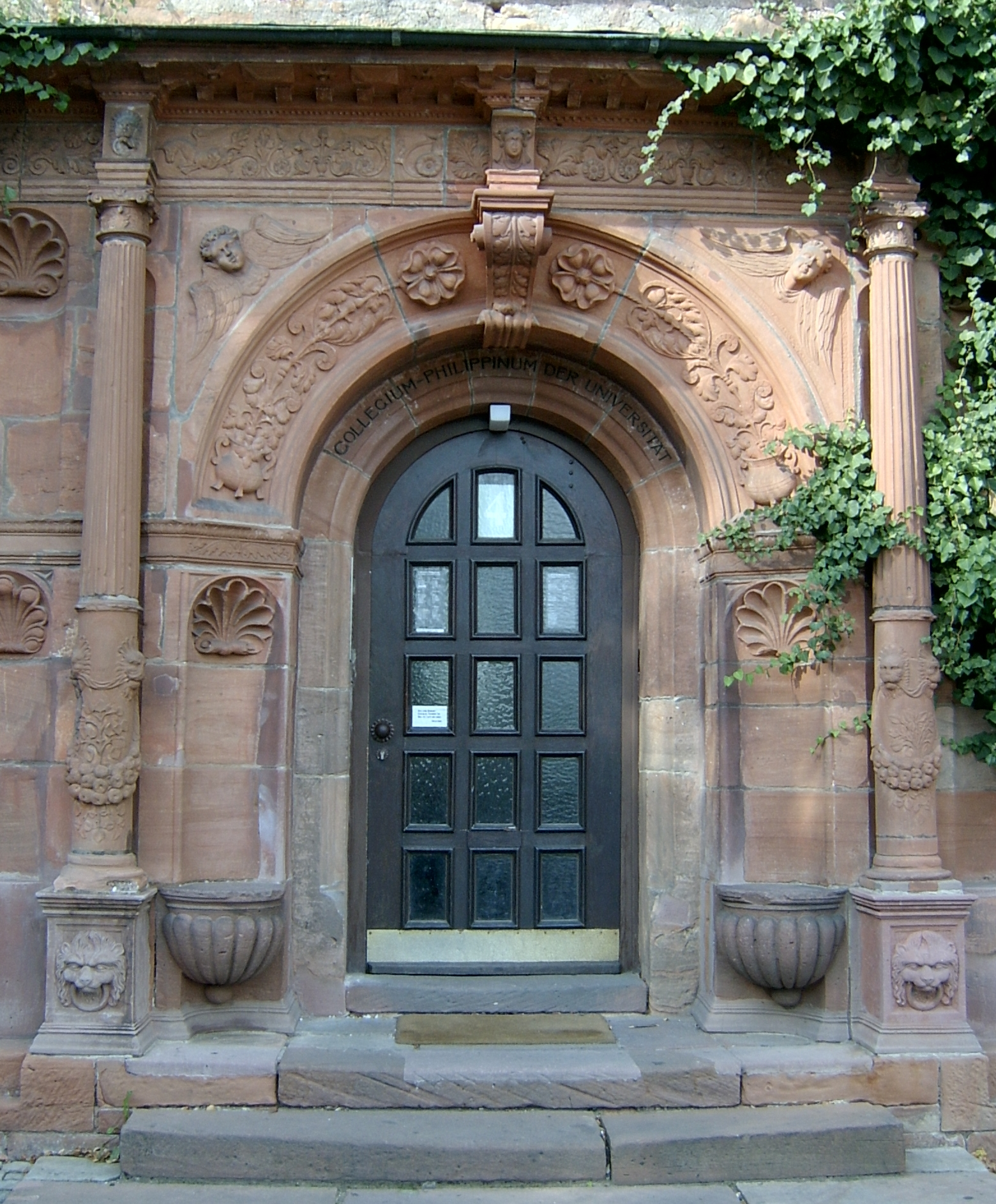
Eingangsportal der Stipendiatenanstalt am Marstallgebäude

| - Alsfeld - Bad Hersfeld - Bad Sooden-Allendorf - Borken - Eschwege - Felsberg - Fritzlar - Grebenstein - Gudensberg - Hessisch Lichtenau - Hofgeismar - Homberg - Kassel - Kaufungen - Marburg | - Melsungen - Niedenstein - Rotenburg an der Fulda - Schmalkalden - Schwalmstadt - Schönstadt - Schlüchtern - Sontra - Spangenberg - Witzenhausen - Wolfhagen - Ziegenhain - Zierenberg |

## Bekannte ehemalige Bewohner

### 16. Jahrhundert
- Johannes Angelus[11] (1542–1608), ev. luth. Theologe, Superintendent in Darmstadt
- Heinrich Leuchter[11] (1558–1623), ev. luth. Theologe, Superintendent in Marburg, Hofprediger und Superintendant in Darmstadt
- Adam Lonitzer[12] (1528–1586), Mathematiker, Naturforscher, Arzt, Professor
- Balthasar Mentzer der Ältere[11] (1565–1627), ev. luth. Theologe, Pfarrer, Professor, Rektor der Universitäten von Marburg und Gießen, später auch Ephorus der Stipendiatenanstalt
- Jeremias Vietor (1556–1609), ev. luth. Theologe, Superintendant von Oberhessen, Stipendiatenmajor
- Johannes Vietor (1574–1628), ev. luth. Theologe, Hofprediger und Superintendant in Darmstadt, Stipendiatenmajor
- Johannes Winckelmann[11] (1551–1626), ev. luth. Theologe, Professor, Rektor der Universität Marburg, Mitbegründer und Rektor der Universität Gießen, Superintendent von Oberhessen

### 17. Jahrhundert
- Balthasar Mentzer II. (1614–1679), ev. luth. Theologie, Professor, Rektor der Universität Rinteln, Ephorus der Gießener Stipendiatenanstalt, Superintendent von Katzenelnbogen und Eppstein
- Maximilian Percelli[13] (1648–1708), ref. Theologe, Professor der Ethik, Beredsamkeit und Geschichte, Proselyt in der Stipendiatenanstalt
- Johann Joachim Schröder (1680–1756), Orientalist, Bibliothekar, ref. Theologe, Kirchenhistoriker
- Heinrich Schütz[14] (1585–1672), Komponist des Frühbarock
- Christian Sturm[15] (1597–1628), Mathematiker, Professor in Marburg

### 18. Jahrhundert
- Johannes Bering (1748–1825), Kant-Philosoph, Bibliothekar, Stipendiatenmajor
- Johann Wilhelm Krafft (1696–1767), ref. Theologe, später auch Ephorus der Stipendiatenanstalt

### 19. Jahrhundert
- Franz Dietrich[16] (1810–1883), ev. luth. Theologe, Germanist, Semitist, Professor und Dekan in Marburg, später auch Repetent und Ephorus der Stipendiatenanstalt
- Konrad Keßler (1851–1905), ev. luth. Theologe, Orientalist und Semitist in Marburg und Greifswald
- Georg Wilhelm Wetzell[17] (1815–1890), Rechtswissenschaftler, Professor, Rektor der Universität Rostock, Innenminister Mecklenburg-Schwerins

### 20. Jahrhundert
- Eberhard Amelung[18] (1926–2008), ev. luth. Theologe, Professor für Sozialethik, Dekan, Politiker (CDU)
- Rico Badenschier[19] (* 1978), Arzt, Politiker (SPD), Oberbürgermeister der Stadt Schwerin
- Raffael Gordzielik (* 1985), Betriebswirt, Rechtsanwalt, Kraftsportler
- Werner Schaal (* 1934), Mathematiker, Professor, Präsident der Universität Marburg
- Christian Zippert (1936–2007), ev. luth. Theologe, Propst, Landesbischof der EKKW (1992–2000), Honorarprofessor

## Bedeutende Repetenten
Liste in alphabetischer Reihenfolge
- Walter Bauer (Zweiter Repetent von 1901 bis 1907)[20][21]
- Hartmut Bobzin (Repetent von 1973 bis 1975)[18]

- Rudolf Bultmann (Repetent von 1912 bis 1916)[22][21]
- Franz Dietrich (Zweiter Repetent von 1836 bis 1843, Erster Repetent von 1843 bis 1844)[16]
- Peter Horst (Repetent von 1953 bis 1954)[18]
- Hans-Gernot Jung (Repetent von 1956 bis 1957)[18]
- Wilhelm Mangold (Zweiter Repetent 1851, Erster Repetent von 1855 bis 1857)[23]
- Wilhelm Maurer (Repetent von 1923 bis 1926)[24]
- Karl-Friedrich Pohlmann (Repetent von 1969 bis 1971)
- Wilhelm Richebächer (Repetent von 1983 bis 1986)[25]

## Liste der Ephori
Der Ephorus ist der oberste Vorsteher der Hessischen Stipendiatenanstalt und repräsentiert die Institution nach außen. Zu seinen Aufgaben gehörte lange Zeit auch die disziplinarische Überwachung der Stipendiaten, während er heute u. a. für die Erhaltung des wissenschaftlichen Charakters des Hauses verantwortlich ist und das Hausrecht ausübt. Der Ephorus ist immer ein Professor des Fachbereichs evangelische Theologie.
| Name                                                   | Amtszeit  | Anmerkungen                                                                        |
| ------------------------------------------------------ | --------- | ---------------------------------------------------------------------------------- |
| Georgius Bilfeldianus (Lebensdaten unbekannt)          | 1542 (?)  |                                                                                    |
| Heinrich Orth († 22.06.1575)                           | 1546–1554 | auch Henrich genannt, erste Amtszeit                                               |
| Caspar Rudolphi (1501–1561)                            | 1554–1561 |                                                                                    |
| Heinrich Vietor († 1576)                               | 1561–1564 |                                                                                    |
| Wigand Orth (1537–1566)                                | 1564–1566 |                                                                                    |
| Heinrich Orth († 22.06.1575)                           | 1566–1575 | zweite Amtszeit                                                                    |
| Peter Nigidius der Ältere (1501–1583)                  | 1575      | auch Petrus genannt                                                                |
| Daniel Arcularius (≈1540–1596)                         | 1575–1596 | ehemals Stipendiatenmajor                                                          |
| Balthasar Mentzer der Ältere (1565–1627)               | 1596–1605 | ehemals Stipendiatenmajor; erste Amtszeit                                          |
| Kaspar Sturm (1545–1628)                               | 1605–1619 | auch Caspar genannt                                                                |
| Georg Cruciger (1575–1637)                             | 1619–1624 |                                                                                    |
| Balthasar Mentzer der Ältere (1565–1627)               | 1624–1627 | zweite Amtszeit                                                                    |
| Johannes Steuber (1590–1643)                           | 1627–1643 |                                                                                    |
| Menno Hanneken (1595–1671)                             | 1643–1646 | auch Meno genannt                                                                  |
| Stelle vakant wegen Schließung der Universität Marburg |           |                                                                                    |
| Sebastian Curtius (1620–1684)                          | 1653–1661 |                                                                                    |
| Johannes Hein (1610–1686)                              | 1661–1685 |                                                                                    |
| Johann Samuel Andreae (1640–1699)                      | 1685–1687 |                                                                                    |
| Philipp Johann Tilemann (1640–1708)                    | 1687      | auch Schenck genannt                                                               |
| Thomas Gautier (1638–1709)                             | 1687–1709 |                                                                                    |
| Bernhard Duising (1673–1735)                           | 1710–1735 |                                                                                    |
| Johann Siegmund Kirchmeier (1674–1749)                 | 1735–1746 |                                                                                    |
| Johann Wilhelm Krafft (1696–1767)                      | 1747–1767 |                                                                                    |
| Carl Wilhelm Robert (1740–1803)                        | 1767–1778 |                                                                                    |
| Johann Franz Coing (1725–1792)                         | 1778–1792 |                                                                                    |
| Johann Lorenz Zimmermann (1762–1834)                   | 1792–1834 |                                                                                    |
| Hermann Christian Karl Friedrich Hupfeld (1796–1866)   | 1834–1843 |                                                                                    |
| Ernst Ludwig Theodor Henke (1804–1872)                 | 1843–1872 |                                                                                    |
| Franz Eduard Christoph Dietrich (1810–1883)            | 1872–1881 | vorher auch Stipendiatenmajor und Repetent; von 1872 bis 1874 kommissarisch im Amt |
| Johann Georg Wilhelm Herrmann (1846–1922)              | 1881–1910 |                                                                                    |
| Gustav Adolf Jülicher (1857–1938)                      | 1910–1923 |                                                                                    |
| Heinrich Hermelink (1877–1958)                         | -         |                                                                                    |
| Hans Wilhelm Hertzberg (1895–1965)                     | -         | Kommissarischer Ephorus                                                            |
| Heinrich Frick (1893–1952)                             | 1937–1952 |                                                                                    |
| Theodor Siegfried (1894–1971)                          | 1953–1963 |                                                                                    |
| Ernst Würthwein (1909–1996)                            | 1963–1964 | Kommissarischer Ephorus                                                            |
| Ernst Dammann (1904–2003)                              | 1964–1973 |                                                                                    |
| Dietrich von Oppen (1912–2006)                         | 1973–1976 |                                                                                    |
| Diethelm Conrad (1933–2011)                            | 1976–1979 |                                                                                    |
| Otto Kaiser (1924–2017)                                | 1979–1980 |                                                                                    |
| Werner H. Schmidt (* 1935)                             | 1980–1983 |                                                                                    |
| Wolfgang Hage (* 1935)                                 | 1983–1993 |                                                                                    |
| Christoph Elsas (* 1945)                               | 1993–1999 |                                                                                    |
| Ulrich Schwab (* 1957)                                 | 1999–2001 | Im Sommersemester 2001 war die Stelle des Ephorus vakant.                          |
| Dietrich Korsch (* 1949)                               | 2001–2014 |                                                                                    |
| Karl Pinggéra (* 1967)                                 | 2014–2023 |                                                                                    |
| Claus-Dieter Osthövener (* 1959)                       | seit 2023 |                                                                                    |

## Freunde und Förderer
- Land Hessen
- Evangelische Kirche in Hessen und Nassau
- Evangelische Kirche von Kurhessen-Waldeck
- Dr.-Lothar-Kanthack-Stiftung an der Philipps-Universität Marburg

Die, dem Wunsch des verstorbenen Lothar Kanthack folgend, 2004 errichtete „Dr.-Lothar-Kanthack-Stiftung an der Philipps-Universität Marburg“ ist eine unselbständige Stiftung. Zweck der Stiftung ist die finanzielle Förderung der Hessischen Stipendiatenanstalt, insbesondere durch finanzielle Unterstützung des Bildungsangebotes an der Hessischen Stipendiatenanstalt und durch Zuwendungen an im Collegium Philippinum wohnende Collegiatinnen und Collegiaten bei der Anschaffung studienrelevanter Literatur.
- Gesellschaft der Freunde und Förderer der Hessischen Stipendiatenanstalt in Marburg e. V.

1970 gründeten ehemalige Heimbewohner den gemeinnützigen Verein „Gesellschaft der Freunde und Förderer der Hessischen Stipendiatenanstalt in Marburg e. V.“. Vereinsziele sind die Aufrechterhaltung des Kontakts und die Pflege der Freundschaft mit der Wohngemeinschaft im Collegium Philippinum. Außerdem unterstützt der Verein das aktive Hausleben durch finanzielle Bezuschussung bei Studienfahrten, nötigen Anschaffungen und durch die Bereitstellung von Zeitungen und wissenschaftlicher und allgemeinbildender Zeitschriften. Der Verein kommt jährlich zur Vereinssitzung im Collegium Philippinum der Hessischen Stipendiatenanstalt in Marburg zusammen und fördert dort den aktiven Austausch zwischen aktueller Bewohnerschaft und Ehemaligen am „Sommerfest des Collegium Philippinum“.

## Belege
1. ↑  Emil Sehling: Die evangelischen Kirchenordnungen des XVI. Jahrhunderts. 8. Band: Hessen. 1. Hälfte, Tübingen 1965, S. 63 f.
2. ↑  Emil Sehling: Die evangelischen Kirchenordnungen des XVI. Jahrhunderts. 8. Band: Hessen. 1. Hälfte, Tübingen 1965, S. 66.
3. ↑  Bruno Hildebrand: Urkundensammlung über die Verfassung und Verwaltung der Universität unter Philipp dem Grossmüthigen. Marburg 1848, Nr. 11, S. 45. (Digitalisat auf: reader.digitale-sammlungen.de)
4. ↑  Emil Sehling: Die evangelischen Kirchenordnungen des XVI. Jahrhunderts. 8. Band: Hessen. 1. Hälfte, Tübingen 1965, S. 171 Anm. 26.
5. ↑  Fünfte Stipendiatenordnung 1560
6. ↑  Vgl. hierzu: Wilhelm Diel: Geschichte der Gießener Stipendiatenanstalt. (Digitalisat (PDF) auf: geb.uni-giessen.de)
7. ↑  Klaus-Dieter Stephan: Die Hessische Stipendiatenanstalt von 1946 bis 1976. In: Studium und Stipendium. S. 248.
8. ↑  Klaus-Dieter Stephan: Die Hessische Stipendiatenanstalt von 1946 bis 1976. In: Studium und Stipendium. S. 256.
9. ↑  Kommissionspapier, das der Hausversammlung am 8. Februar 1971 zur Beschlussfassung vorlag.
10. ↑  Oberhessen-live: Alsfeld will Stipendiaten nach Marburg entsenden. In: Oberhessen-Live. 22. Juni 2016, abgerufen am 16. August 2016.
11. 1 2 3 4  Wilhelm Diel: Die Stipendiatenreform Landgraf Philipps i. J. 1560 und das ältere Marburger Stipendiatenalbum. In: Philipp der Großmütige. Beiträge zur Geschichte seines Lebens und seiner Zeit (1904). S. 252.
12. ↑  Hessische Biografie : Erweiterte Suche : LAGIS Hessen. Abgerufen am 29. April 2022.
13. 1 2  Heinrich Meyer zu Ermgassen: Tisch und Losament. Verköstigung und Unterbringung der Stipendiaten in Marburg. In: Walter Heinemeyer. Studium und Stipendium. Untersuchungen zur Geschichte des hessischen Stipendiatenwesens. Marburg 1977, S. 199.
14. ↑  Hans Günther Bickert: Der Armenologe Johann Joachim Schröder. Leben und Wirken eines bedeutenden Gelehrten aus der Schwalm. Ein Skizze. In: Zeitschrift des Vereins für Hessische Geschichte und Landeskunde. (ZHG) 116 (2011), S. 173.
15. ↑  Hessische Biografie : Erweiterte Suche : LAGIS Hessen. Abgerufen am 1. Mai 2022.
16. 1 2  Hessische Biografie : Einfache Suche : LAGIS Hessen. Abgerufen am 11. Februar 2022.
17. ↑  Heinrich Meyer zu Ermgassen: Tisch und Losament. In: Walter Heinemeyer (Hrsg.): Studium und Stipendium. Veröffentlichungen der historischen Kommission für Hessen. 1. Auflage. Band 37. Elwert, Marburg 1977, ISBN 3-7708-0582-8, S. 220.
18. 1 2 3 4  Klaus-Dieter Stephan: Die Stipendiatenanstalt von 1946 bis 1976. In: Walter Heinemeyer (Hrsg.): Studium und Stipendium - Untersuchungen und Geschichte des hessischen Stipendiatenwesens. 1. Auflage. Veröffentlichungen der historischen Kommission für Hessen, Nr. 37. N. G. Elwert, Marburg 1977, ISBN 3-7708-0582-8, S. 273–274.
19. ↑  Oberbürgermeister - Landeshauptstadt Schwerin. Abgerufen am 11. Februar 2022.
20. ↑  Hessische Biografie : Erweiterte Suche : LAGIS Hessen. Abgerufen am 23. Februar 2022.
21. 1 2  Konrad Hamann: Rudolf Bultmann Eine Biographie. Mohr Siebeck, Tübingen 2009, ISBN 978-3-16-148526-8, S. 41–44.
22. ↑  Die Stipendiatenanstalt von 1947 bis 1976. In: Walter Heinemeyer (Hrsg.): Studium und Stipendium - Untersuchungen zur Geschichte des hessischen Stipendiatenwesens. 1. Auflage. Elwert, Marburg 1977, ISBN 3-7708-0582-8, S. 257–258.
23. ↑  Hessische Biografie : Erweiterte Suche : LAGIS Hessen. Abgerufen am 11. Februar 2022.
24. ↑  Hessische Biografie : Einfache Suche : LAGIS Hessen. Abgerufen am 11. Februar 2022.
25. ↑  Prof. Dr. Wilhelm Richebächer. Archiviert vom Original (nicht mehr online verfügbar) am 23. Februar 2022; abgerufen am 23. Februar 2022.  Info: Der Archivlink wurde automatisch eingesetzt und noch nicht geprüft. Bitte prüfe Original- und Archivlink gemäß Anleitung und entferne dann diesen Hinweis.
26. ↑  Hessische Biografie : Erweiterte Suche : LAGIS Hessen. Abgerufen am 1. Mai 2022.
27. 1 2  Catalogus Professorum Academiae Marburgensis : Die akademischen Lehrer der Philipps-Universität in Marburg von 1527 bis 1910. In: Franz Gundlach (Hrsg.): Veröffentlichungen der Historischen Kommission für Hessen und Waldeck. Band 15. Elwert, Marburg 1955, S. 387 (uni-marburg.de).
28. 1 2  Ernst Orth: Beiträge zur Familie Orth 1454-1914. Meyer, Braunschweig 1914, S. 24–25 (tu-braunschweig.de).
29. ↑  Hessische Biografie : Erweiterte Suche : LAGIS Hessen. Abgerufen am 1. Mai 2022.
30. ↑  Hessische Biografie : Erweiterte Suche : LAGIS Hessen. Abgerufen am 1. Mai 2022.
31. ↑  Hessische Biografie : Erweiterte Suche : LAGIS Hessen. Abgerufen am 29. April 2022.
32. ↑  Heinrich Meyer zu Ermgassen: Tisch und Losament. In: Walter Heinemeyer (Hrsg.): Studium und Stipendium. 1. Auflage. Elwert, Marburg 1977, ISBN 3-7708-0582-8, S. 236.
33. ↑  Hessische Biografie : Erweiterte Suche : LAGIS Hessen. Abgerufen am 1. Mai 2022.
34. ↑  Hessische Biografie : Erweiterte Suche : LAGIS Hessen. Abgerufen am 1. Mai 2022.
35. ↑  Hessische Biografie : Erweiterte Suche : LAGIS Hessen. Abgerufen am 1. Mai 2022.
36. ↑  Hessische Biografie : Erweiterte Suche : LAGIS Hessen. Abgerufen am 1. Mai 2022.
37. ↑  Hessische Biografie : Erweiterte Suche : LAGIS Hessen. Abgerufen am 1. Mai 2022.
38. ↑  Hessische Biografie : Erweiterte Suche : LAGIS Hessen. Abgerufen am 1. Mai 2022.
39. ↑  Hessische Biografie : Erweiterte Suche : LAGIS Hessen. Abgerufen am 1. Mai 2022.
40. ↑  Hessische Biografie : Erweiterte Suche : LAGIS Hessen. Abgerufen am 1. Mai 2022.
41. ↑  Hessische Biografie : Erweiterte Suche : LAGIS Hessen. Abgerufen am 1. Mai 2022.
42. ↑  Hessische Biografie : Erweiterte Suche : LAGIS Hessen. Abgerufen am 1. Mai 2022.
43. ↑  Hessische Biografie : Erweiterte Suche : LAGIS Hessen. Abgerufen am 1. Mai 2022.
44. ↑  Hessische Biografie : Erweiterte Suche : LAGIS Hessen. Abgerufen am 1. Mai 2022.
45. ↑  Hessische Biografie : Erweiterte Suche : LAGIS Hessen. Abgerufen am 1. Mai 2022.
46. ↑  Hessische Biografie : Erweiterte Suche : LAGIS Hessen. Abgerufen am 1. Mai 2022.
47. ↑  Hessische Biografie : Erweiterte Suche : LAGIS Hessen. Abgerufen am 1. Mai 2022.
48. ↑  Hessische Biografie : Erweiterte Suche : LAGIS Hessen. Abgerufen am 1. Mai 2022.
49. ↑  Hessische Biografie : Erweiterte Suche : LAGIS Hessen. Abgerufen am 1. Mai 2022.
50. ↑  Hessische Biografie : Erweiterte Suche : LAGIS Hessen. Abgerufen am 1. Mai 2022.
51. ↑  Hessische Biografie : Erweiterte Suche : LAGIS Hessen. Abgerufen am 1. Mai 2022.
52. ↑  Hessische Biografie : Erweiterte Suche : LAGIS Hessen. Abgerufen am 1. Mai 2022.
53. ↑  Hessische Biografie : Erweiterte Suche : LAGIS Hessen. Abgerufen am 1. Mai 2022.
54. ↑  Hessische Biografie : Erweiterte Suche : LAGIS Hessen. Abgerufen am 1. Mai 2022.
55. ↑  Jülicher, Gustav Adolf. In: LAGIS. Hessisches Landesamt für geschichtliche Landeskunde, 26. Januar 2022, abgerufen am 21. Februar 2022 (deutsch).
56. 1 2  Klaus-Dieter Stephan: Die Hessische Stipendiatenanstalt von 1946 bis 1976. In: Walter Heinemeyer (Hrsg.): Studium und Stipendium - Untersuchungen zur Geschichte des hessischen Stipendiatenwesens. 1. Auflage. Veröffentlichungen der historischen Kommission für Hessen, Nr. 37. N. G. Elwert Verlag, Marburg 1977, ISBN 3-7708-0582-8, S. 248.
57. ↑  Hessische Biografie : Erweiterte Suche : LAGIS Hessen. Abgerufen am 21. Februar 2022.
58. ↑  Hessische Biografie : Erweiterte Suche : LAGIS Hessen. Abgerufen am 1. Mai 2022.
59. ↑  Hessische Biografie : Erweiterte Suche : LAGIS Hessen. Abgerufen am 21. Februar 2022.
60. ↑   Vgl. Satzung der Dr.-Lothar-Kanthack-Stiftung an der Philipps-Universität Marburg.
61. ↑  Vgl. Satzung der Gesellschaft der Freunde und Förderer der Hessischen Stipendiatenanstalt in Marburg e. V.

Koordinaten: 50° 48′ 36,6″ N, 8° 45′ 58,4″ O